# プロビデンス (軽巡洋艦)
プロビデンス (USS Providence, CL-82/CLG-6/CG-6) は、アメリカ海軍の軽巡洋艦。クリーブランド級軽巡洋艦の14番艦。後にミサイル巡洋艦へ改装され、プロビデンス級ミサイル巡洋艦の1番艦となる。艦名はロードアイランド州プロビデンスに因む。その名を持つ艦としては4隻目。

## 艦歴
「プロビデンス」は1943年7月27日にマサチューセッツ州クインシーのベスレヘム・スチール社で起工し、1944年12月28日にメアリー・ロバーツ夫人によって進水、1945年5月15日にW. B. ジャクソン艦長の指揮下就役した。1945年6月13日にボストンを出航、グアンタナモ湾で整調を完了する。9月4日にニューポートに帰還し、10月6日まで巡洋艦及び空母乗組員の訓練を行う。
「プロビデンス」は11月にボストンを出航し、ギリシャのピレウスを12月に、戦艦「ミズーリ(USS Missouri, BB-63) 」と共にイスタンブールを1946年4月5日から9日まで、5月にエジプトのアレキサンドリアを訪問した。6月16日に地中海を離れ、6月25日にフィラデルフィアに帰還する。10月にデラウェア岬を離れグアンタナモ湾およびバージニア州ノーフォークで訓練を行い、1947年2月3日にハンプトン・ローズを出航、地中海に向かう。地中海での訓練及び港湾訪問の後、5月にギリシャのアテネを出港、同月末にボストンに帰還した。
11月にロードアイランド州ニューポートを出港し、1947年11月20日から1948年3月2日まで地中海で作戦活動を行う。12月にはナポリ、1月にタラント、2月にはトリエステとヴェネツィアを訪問している。
1948年3月にニューポートに帰還し、9月に出港、地中海で第6艦隊に合流し1948年9月23日から1949年1月14日まで展開した。その間10月にはテッサロニキ、11月にマルセイユ、12月にトリエステとベニス、1月にオランを訪問、1月後半にニューポートに帰還した。プロビデンスは1949年6月14日にボストンで退役し、大西洋予備役艦隊入りする。
1957年5月23日に CLG-6 （ミサイル巡洋艦）に艦種変更され、6月にボストンでプロビデンス級ミサイル巡洋艦としての転換作業を開始する。作業では新型ミサイル機材、指揮艦としての施設及び核兵器運用能力が装備され、1959年9月17日にケネス・L・ヴェス艦長の指揮下再就役する。ミサイル巡洋艦に改装された「プロビデンス」の1番砲塔はそのまま残されたが、2番砲塔は連装38口径5インチ砲塔と換装された。艦後部の装備はミサイル発射装置のため大きく変更され、上部構造も完全に新造された。
グアンタナモ湾での整調後、「プロビデンス」は1960年7月29日に新たな母港のカリフォルニア州ロングビーチに到着した。第7艦隊での6ヶ月間の任務の後、1961年3月31日にロングビーチに帰還する。西海岸で演習を行った後、1962年5月に日本の横須賀に到着、軽巡「オクラホマシティ(USS Oklahoma City, CLG-5) 」と交替して第7艦隊旗艦となる。
1962年と1963年は第7艦隊と共に演習を行い、1964年1月にはサイゴンへ3日間の訪問を行う。「プロビデンス」は南ベトナム政府及びアメリカの高官の訪問を受け、人道支援団体の活動に対して38tの資材を送り届けた。1964年7月に横須賀を出航、8月にロングビーチに帰還する。10月には東太平洋で訓練を開始する。
1965年1月から6月までかけて新型の通信機材を装備し、同年の残りは西海岸で第1艦隊と共に演習を行い、様々な港を訪問した。
1966年11月12日にウェストパックに参加、12月1日に横須賀で再び「オクラホマシティ」と交替して第7艦隊旗艦となる。1967年4月1日にはベトナムへの大規模艦砲射撃に参加する。5月25日には軍事境界線沖で敵砲台と砲撃戦を行う。7月には上陸作戦の砲撃支援を行い、10月10日にはダナン南方の敵補給所を砲撃した。
1968年は6月と12月を除いて毎月ベトナム沖での支援艦砲射撃を行った。1968年2月、テト攻勢の間に「プロビデンス」はフエの敵拠点に効果的な打撃を与えた。1969年には西海岸沖で第1艦隊と共に作戦活動に従事した。
「プロビデンス」は1973年8月31日に退役し、1978年9月30日に除籍、スクラップとして廃棄された。